# Hiago
Hiago Corrêa Silveira Cena, mais conhecido como Hiago (São Jerônimo, 4 de novembro de 1997), é um futebolista brasileiro que atua como zagueiro e lateral-direito. Atualmente, atua pelo Sampaio Corrêa.

## Carreira

### Chapecoense
Nascido em São Jerônimo, Rio Grande do Sul, começou sua carreira nas categorias de base da Chapecoense e sendo promovido para a temporada 2017, após a tragédia do voo LaMia 2933 que matou boa parte do time.
Fez sua estreia pela Chapecoense em 9 de fevereiro, entrando como titular em uma derrota por 2–0 fora de casa para o Cruzeiro, pela Primeira Liga de 2017, sendo que no mesmo jogo entrou juntamente com a maioria vinda das categorias de base do clube. No ano seguinte, ficou entre o sub-23 e o elenco profissional do clube, voltando a ser relacionado em um jogo profissional em 2019.
Sua reestreia aconteceu em 2 de fevereiro de 2019, entrando como titular em uma vitória em casa por 2–1 sobre o Hercílio Luz, pelo Campeonato Catarinense de 2019. Além da recuperação do time no Campeonato Catarinense de 2020 depois de um começo de temporada irregular em 2020, Hiago foi escalado como titular pelo técnico Umberto Louzer, jogando também improvisado de lateral-direito em algumas partidas da conquista da Série B de 2020.

## Títulos
Chapecoense
- Campeonato Catarinense: 2017, 2020
- Campeonato Brasileiro - Série B: 2020